# Списък на реките в Колорадо
Списъкът на реките в Колорадо включва основните реки, които текат в щата Колорадо, Съединените американски щати.
Големият континентален вододел разделя щата. Източната му половина се отводнява в Мексиканския залив, а западната – в Тихия океан.

## По водосборен басейн

### Мексикански залив
Речна система на Мисисипи
- Мисисипи
  - Мисури
    - Плейт Ривър (Небраска)
      - Саут Плейт
        - Бийвър Крийк
        - Бокселдър Крийк
        - Чери Крийк
        - Каче ла Пудре Ривър

      - Норд Плейт
        - Ларами

    - Канзас (Канзас)
      - Рипъбликън
        - Арикари
        - Норд Форк Рипъбликън
        - Саут Форк Рипъбликън

  - Арканзас
    - Биг Санди Крийк
      - Ръш Крийк

    - Ту Бют Крийк
    - Пургатори
    - Ейпишапа
    - Уерфано

Речна система на Рио Гранде
- Рио Гранде

### Тихи океан
Речна система на Колорадо
- Колорадо
  - Сан Хуан
    - Анимас
    - Манкос

  - Грийн Ривър
    - Ямпа
      - Литъл Снейк Ривър

    - Уайт Ривър

  - Гънисън Ривър
    - Ънкомпагър

  - Долорес
    - Сан Мигел

  - Блу Ривър

## По азбучен ред
- Анимас
- Арикари
- Арканзас
- Биг Санди Крийк
- Бийвър Крийк
- Блу Ривър
- Бокселдър Крийк
- Грийн Ривър
- Гънисън Ривър
- Долорес
- Ейпишапа
- Каче ла Пудре Ривър
- Колорадо
- Ларами
- Литъл Снейк Ривър
- Манкос
- Норд Плейт
- Пургатори
- Рио Гранде
- Рипъбликън
- Ръш Крийк
- Сан Мигел
- Сан Хуан
- Саут Плейт
- Саут Форк Рипъбликън
- Ту Бют Крийк
- Уайт Ривър
- Уерфано
- Чери Крийк
- Ънкомпагър
- Ямпа